# Maria Francisca de Freitas
Maria Francisca de Freitas, nascida em meados do século 18, foi moradora da povoação de Laranjeiras,  na Capitania de Sergipe del-Rei, durante o período colonial.  Foi uma mulher que se destacou nos estudos do Brasil Colônia por ter sido letrada, o que não era comum entre as mulheres da época, já que muitas não eram inseridas em instituições de ensino durante o período. O letramento de Maria foi descoberto quando ela assinou os documentos que garantiam a guarda de suas filhas e de suas heranças quando seu marido morreu.

## Biografia
Foi esposa do Coronel Manoel Caetano do Lago até 1796, quando ele faleceu. Era mãe de duas meninas, Micaely e Maria Benta, com datas de nascimento desconhecidas. No Brasil colonial, as leis vigentes eram baseadas no Código Filipino. Este código determinava que, após a morte do chefe de família, os filhos menores de 25 anos eram considerados órfãos e apenas um tutor masculino poderia ser responsável por eles. Contudo, a mãe ou a avó poderiam solicitar uma provisão régia, emitida pelo Desembargo do Paço, para assumir a guarda das crianças. Maria Francisca de Freitas fez essa solicitação, cumprindo os requisitos legais e mantendo a guarda de suas filhas.
Ela também ficou responsável pelo inventário do seu marido, ficando com a posse de terras, pratarias e engenhos, sendo uma das poucas mulheres da Capitania de Sergipe Del Rey que conseguiram tal feito e que tinham tamanha fortuna.

### Fortuna
Sua fortuna era composta por terras, um engenho de fazer açúcar moente e corrente, denominado Comandaroba, e de todos os seus acessórios, que eram: três tachos, sendo um de cobre, dois de ferro, caldeira de cobre, guia de resfriar de cobre, duas aparadeiras, repartideira, dois carros de carrear, dez cangas e 200 formas de receber açúcar, caixas de açúcar branco e mascavo, pães de açúcar.
- Bens ligados ao engenho: sendeiros, bois, vacas, garrotes e 31 escravizados.[1]
- Bens de atividades agrícolas: roda de ralar mandioca, selas, freios, machados, martelo, foices, torno de ferreiro, enxadas, cavadores, serras, serrote, compasso, ferro chamado diamante e plaina. [1]
- Utensílios domésticos: cabos de faca de prata, colheres de prata, candeeiros, tachos de cobre, frascos, pratos grandes.[1]
- Vestiário: fivela de prata, botões de ouro, anel de pedras, esporas de prata .[1]
- Peças do vestuário do seu marido, que eram consideradas sofisticadas e mais bem confeccionadas em relação a roupa de mulheres.[1]

## Mulheres e Educação no Período Colonial
Durante o Período Colonial no Brasil, a educação foi fortemente influenciada pela presença dos jesuítas que viviam aqui na época. A pedagogia dos jesuítas, conhecida como "pedagogia basílica", combinava métodos de ensino tradicionais com outras metodologias utilizadas pelos jesuítas, como o uso do teatro na educação. Com o passar dos anos, as instituições jesuítas se consolidaram e se expandiram no Brasil como a principal força educacional, tornando-se centros de ensino formal, oferecendo uma educação estruturada e abrangente que incluía desde a catequese básica até instruções mais avançadas para a elite colonial.  A partir da expulsão dos jesuítas do Brasil realizada pelo Marquês de Pombal, ocorreu uma significativa mudança na educação. A educação passou a ser adaptada para abranger as novas demandas da ciência e do pensamento crítico, embora muitos métodos e ensinos dos jesuítas ainda se mostrassem presentes na educação brasileira até os primeiros anos do Brasil Imperial. Mas o fato de as mulheres, geralmente, não terem acesso à instrução escolarizada não constituiu regra. Isso não significa que algumas não aprendessem a ler e a escrever. Pode-se citar, por exemplo, o inventário de Manuel Caetano do Lago, falecido em 1796, o qual Dona Maria Francisca de Freitas, sua viúva, assinou de próprio punho.